# Понт-а-Марк
Понт-а-Марк (фр. Pont-à-Marcq) — коммуна во Франции, регион О-де-Франс, департамент Нор, округ Лилль, кантон Тамплёв. Расположена в 14 км к югу от Лилля, в 6 км от автомагистрали А1 «Нор».
Население (2017) — 2 884 человека.

## История
Понт-а-Марк расположен в стратегически важном месте посередине пути от Лилля к Дуэ. Изначально здесь была лесистая и болотистая местность, через которую протекала небольшая речка Марк, которой город и обязан своим названием.
Как и многие другие населенные пункты в этих местах, город был неоднократно разграблен и сожжен проходящими через него армиями различных стран. В 1793 году осаждавшие Лилль австрийские войска расположились в Понт-а-Марке и совершили здесь много казней.
В сентябре 1944 года немецкие войска при отступлении превратили Понт-а-Марк в мощный укрепленный район; союзникам потребовались большие усилия и жертвы для того, чтобы взять город.

## Экономика
Структура занятости населения:
- сельское хозяйство — 0,4 %
- промышленность — 20,5 %
- строительство — 5,3 %
- торговля, транспорт и сфера услуг — 41,7 %
- государственные и муниципальные службы — 32,1 %

Уровень безработицы (2017) — 9,6 % (Франция в целом — 13,4 %, департамент Нор — 17,6 %). 

Среднегодовой доход на 1 человека, евро (2017) — 23 600 (Франция в целом — 21 110, департамент Нор — 19 490).

## Демография
Динамика численности населения, чел.

## Администрация
Пост мэра Понт-а-Марка с 2020 года занимает Сильвен Клеман (Sylvain Clément). На муниципальных выборах 2020 года возглавляемый им независимый список одержал победу в 1-м туре, получив 57,97 % голосов.
| Период | Период | Фамилия        | Партия                  | Примечания                                   |
| ------ | ------ | -------------- | ----------------------- | -------------------------------------------- |
| 1989   | 2008   | Робер де Ман   | Социалистическая партия | учитель, инспектор национального образования |
| 2008   | 2020   | Даниэль Камбье | Коммунистическая партия | учитель                                      |
| 2020   |        | Сильвен Клеман |                         | директор школы                               |